# Gymnotichthys
Gymnotichthys is een monotypisch geslacht van straalvinnige vissen uit de familie van de karperzalmen (Characidae).

## Soort
- Gymnotichthys hildae Fernández-Yépez, 1950